# Erik Berchot
Erik Berchot (ur. 14 lutego 1958 w Paryżu) – francuski pianista; laureat wielu konkursów pianistycznych, w tym VI nagrody na X Międzynarodowym Konkursie Pianistycznym im. Fryderyka Chopina (1980).

## Życiorys
Pochodzi z rodziny polsko-francuskiej. Jego matka z pochodzenia była Polką. Studiował w Konserwatorium Paryskim, gdzie otrzymał dyplomy z gry na fortepianie (1977) i muzyki kameralnej (1978). Dodatkowe nauki pobierał m.in. u Artura Rubinsteina.
W trakcie swojej kariery wystąpił na wielu konkursach pianistycznych:
- Międzynarodowy Konkurs Pianistyczny w Senigalli (1977) – II nagroda
- Międzynarodowy Konkurs Pianistyczny w Vercelli (1977) – I nagroda (ex aequo z Ewą Pobłocką)
- Międzynarodowy Konkurs Muzyczny im. Marii Canals w Barcelonie (1978) – II nagroda
- Międzynarodowy Konkurs im. Marguerite Long i Jacques’a Thibaud (1979) – IV nagroda i dwie nagrody specjalne
- Międzynarodowy Festiwal Młodych Solistów (1979) – złoty medal
- X Międzynarodowy Konkurs Pianistyczny im. Fryderyka Chopina (1980) – VI nagroda (ex aequo z Iriną Pietrową)

Występował w kilkudziesięciu krajach, głównie w Europie i Japonii. Do Polski wracał m.in. w 1981 (na Międzynarodowy Festiwal Chopinowski w Dusznikach-Zdroju) i 1999 (z okazji obchodów 150. rocznicy śmierci Chopina). Dokonywał nagrań dla francuskiej telewizji. Jest też pedagogiem muzycznym oraz jurorem konkursów pianistycznych.

## Repertuar i dyskografia
W jego repertuarze znajdują się utwory m.in. Fryderyka Chopina, Siergieja Rachmaninowa, Claude’a Debussy’ego i Camille'a Saint-Saëns'a. Nagrał wiele płyt dla różnych wytwórni muzycznych.